# Anzavurtepe
Anzavurtepe (auch: Aznavurtepe) war eine urartäische Festung in der Ebene von Ağri in der Osttürkei (Provinz Ağrı). Die Fundstelle wird in der Literatur teilweise auch unter Patnos und Ağri geführt.

## Lage
Die Ebene von Ağri liegt 50 km nordwestlich von Van auf 1650 m Höhe. Sie wird im Osten von den Ala Daǧlar, im Süden durch den Süphan Dağı und im Westen durch die Ebene von Malazgirt begrenzt. Klimatisch ähnelt sie dem Van-Gebiet.

## Grabungen
1961 bis 1963 führten Raci Temizer vom Museum für anatolische Zivilisationen, Ankara, und Kemal Balkan Ausgrabungen im Bezirk Patnos durch, unter anderem in Anzavurtepe (nördlich von Patnos) und Değirmentepe, 2 km südlich der Stadt. Dabei wurden unter anderem auch botanische Proben entnommen, die sich heute aber nicht mehr einem spezifischen Fundort zuweisen lassen.
Die ersten Bauwerke entstanden bereits unter Menua. Aus dem Tempel stammt eine Inschrift mit den Annalen des Menua. Von einer  Inschrift des Išpuini ist nur sein Name sowie der seines Vaters lesbar, sowie die Angabe, dass er etwas gebaut habe. Nach einer zweiten Inschrift baute er nach dem Willen von Ḫaldi ein Susi-Haus, also vermutlich einen Turmtempel. Von solcher Großartigkeit war bisher nichts erbaut worden. Išpuini, Sohn des Sarduri baute eine Festung, auch diese war in ihrer Großartigkeit bisher ungesehen. Argišti I. und sein Sohn Sarduri II. ließen in Anzavurtepe Speicher errichten, wie ebenfalls durch Inschriften belegt ist.